# هاميش هاردينج
جورج هاميش ليفينجستون هاردينغ (24 يونيو 1964 - ق. 18 يونيو 2023) رجل أعمال بريطاني، ومستكشف وسائح فضاء مقيم في الإمارات العربية المتحدة، كان مؤسس مجموعة أكشن كروب وكان رئيسًا لشركة أكشن للطيران، وهي شركة وساطة طائرات دولية يقع مقرها الرئيسي في دبي، الإمارات العربية المتحدة.
حاصل على 3 أرقام قياسية عالمية، وذلك بعد أن وصل إلى أعمق جزء من المحيط لأطول وقت في رحلة غطس واحدة، وحقق أسرع طواف حول الأرض عبر القطبين الشمالي والجنوبي في يوليو 2019، وحاصل على أطول مسافة يتم قطعها في عمق المحيط بواسطة مركبة مأهولة.
كان هاردينغ واحدًا من خمسة أشخاص داخل غواصة فُقدوا في شمال المحيط الأطلسي أثناء توجههم لمشاهدة حطام تيتانيك في 18 يونيو 2023، والتي تبين لاحقًا أنها انفجرت، مما أسفر عن مقتل جميع من كانوا على متنها.

## خلفية
ولد جورج هاميش ليفينغستون هاردينغ في هامرسميث بلندن عام 1964. تلقى تعليمه في مدرسة الملك في غلوستر [الإنجليزية]، وهي مدرسة نهارية مستقلة في مدينة غلوستر، جنوب غرب إنجلترا، ودرس في كلية بيمبروك، كامبريدج [الإنجليزية].

## حياته الشخصية
كان هاردينغ مقيمًا في دولة الإمارات، وزوجته تدعى ليندا، ولهما ابنان هما روري وغيلز.

## روابط خارجية
- هاميش هاردينج في قاعدة بيانات الأفلام على الإنترنت